# Comando Organizado do Maranhão
Comando Organizado do Maranhão conhecido pela sigla COM é uma organização criminosa brasileira. A facção atua principalmente no Estado do Maranhão com a forte rivalidade com a outra facção conhecida como Bonde dos 40, filiada ao Primeiro Comando da Capital e ao Primeiro Comando do Maranhão, com disputas de espaços dentro e fora das prisões. E mais tarde se aliaram com o Comando Vermelho e deixaram de ser COM e viraram CV, isso fez o 
COM extinguir. 